# Expédition Baudin

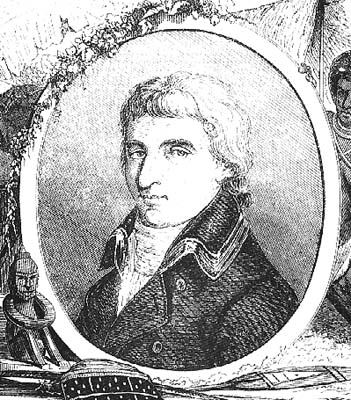
Nicolas Baudin.

L'expédition Baudin est un voyage d'exploration scientifique français parti du Havre le 19 octobre 1800 et qui conduisit Nicolas Baudin et l'équipage du Géographe et du Naturaliste dans les mers du Sud au-delà du cap de Bonne-Espérance et jusque dans l'océan Pacifique.
Marquée par une rencontre avec le Britannique Matthew Flinders au large de l'Australie, ce qui indiqua aux Européens que l'île était un continent d'un seul tenant, elle coûta la vie à de nombreux hommes, et notamment au commandant lui-même, qui mourut de la tuberculose en 1803 à l'île de France (aujourd'hui île Maurice). Cependant, elle permit aux nombreux savants qui y prirent part de réaliser les premières descriptions véritablement scientifiques d'un grand nombre de territoires austraux et de populations indigènes, du Piton de la Fournaise aux aborigènes australiens.

## Préparations
L'expédition intéressait au plus haut point les scientifiques de la Société des observateurs de l'homme fondée par Louis-François Jauffret. Pour guider les explorateurs dans leurs recherches, Cuvier avait rédigé une Note instructive sur les recherches à faire relativement aux différences anatomiques des diverses races d'homme et le 
baron Joseph-Marie de Gérando des Considérations sur les diverses méthodes à suivre dans l'observation des peuples sauvages. Bernard-Germain de Lacépède, lui, avait constitué une bibliothèque scientifique pour son protégé, Bory de Saint-Vincent, qui malheureusement arriva trop tard pour être transportée à bord.
C'est Pierre-François Kéraudren, premier médecin de la Marine, qui rédigea les instructions sanitaires.

## Navires
L'expédition commença avec deux navires, Le Géographe et Le Naturaliste. Huit officiers formaient l'état-major du premier et huit celui du second. Ils étaient équipés de filtres à eau conçus par Cuchet et Smith et fournis par le gouvernement.

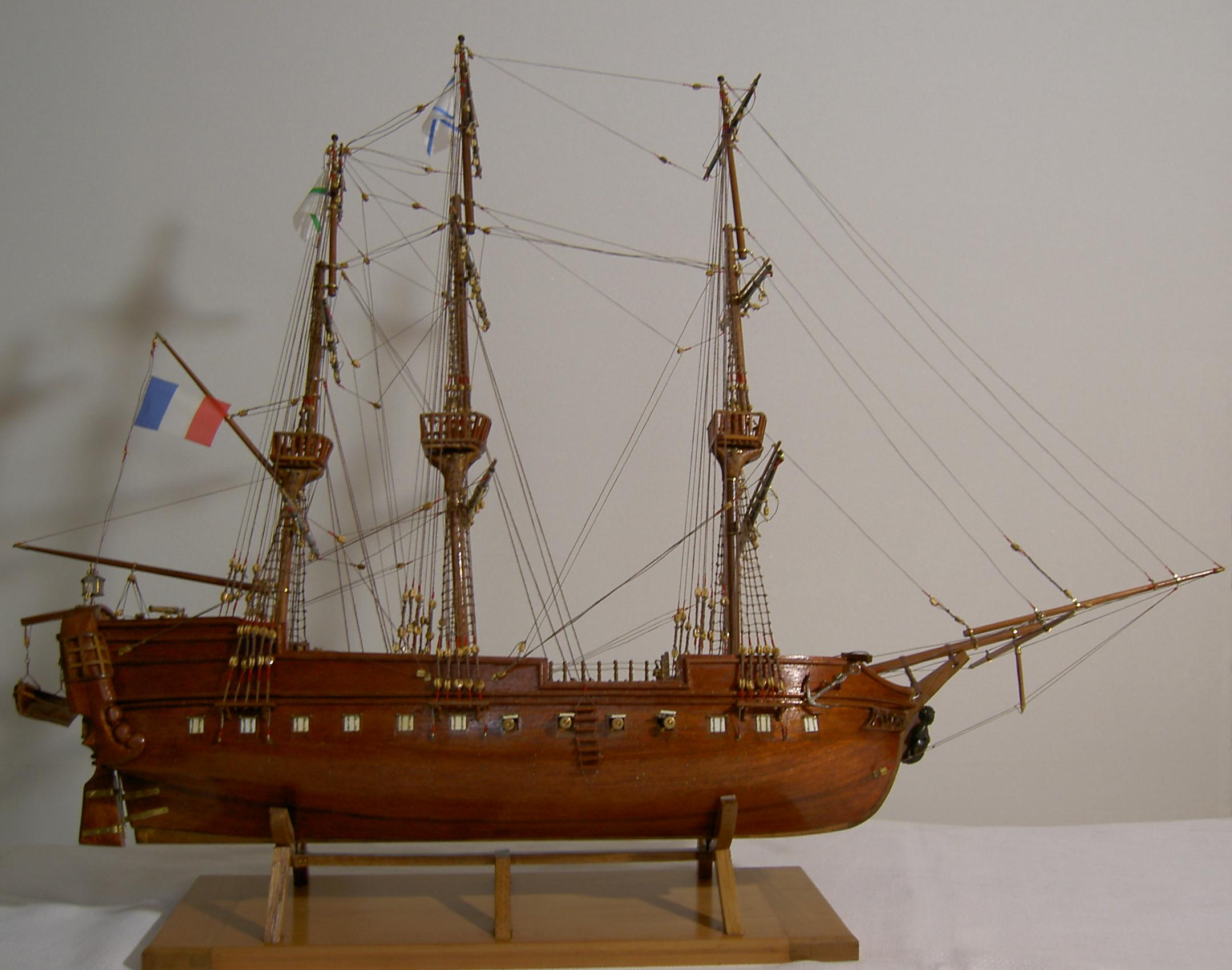
Maquette du Géographe.
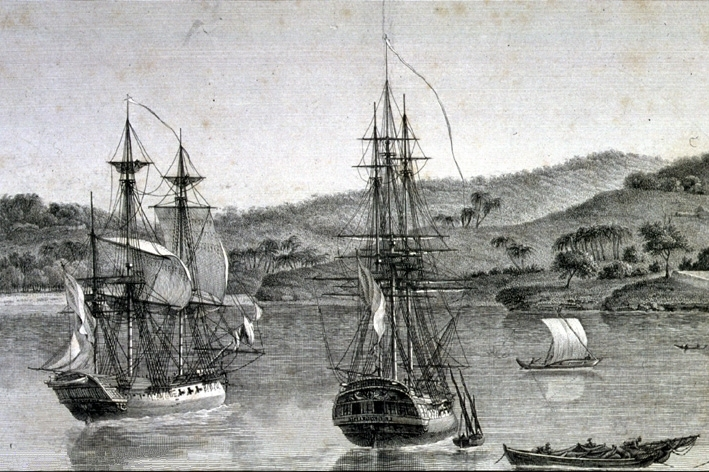
Le Géographe et le Naturaliste.

### La bibliothèque
Bien que peu fournie, la bibliothèque contenait tout de même quelques relations de voyage intéressantes, la treizième édition du Systema Naturae, le Genera plantarum d'Antoine-Laurent de Jussieu ainsi que des ouvrages d'Étienne Pierre Ventenat. On y trouvait également le dictionnaire de Trévoux, une Encyclopédie, les mémoires de Réaumur et la compilation de Valmont de Bomare.

## Principaux participants

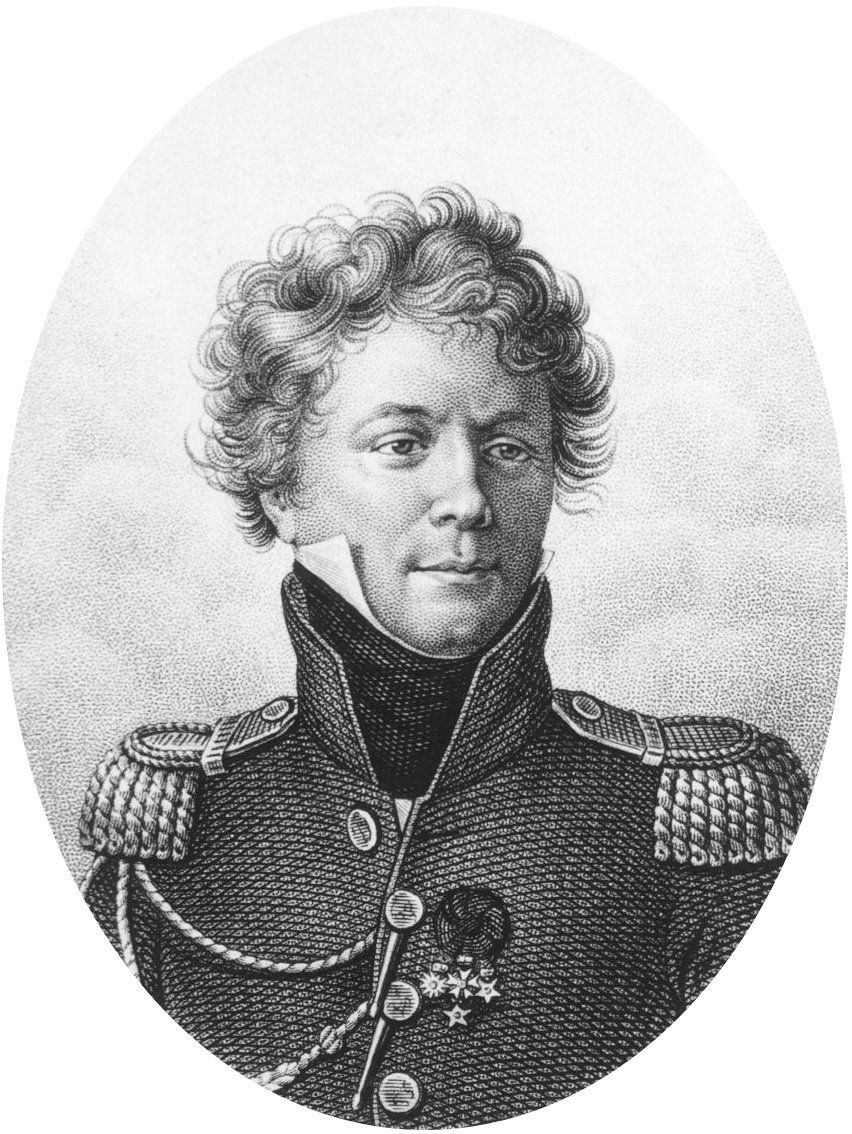
Jean-Baptiste Bory de Saint-Vincent

D'après Jean-Baptiste Bory de Saint-Vincent (1778-1846), naturaliste qui quitta l'expédition à l'île de France (aujourd'hui Maurice), « jamais expédition n'avait été mieux composée pour le progrès des sciences » depuis que les puissances européennes envoyaient des vaisseaux de par le monde pour mieux le comprendre. De fait, selon lui, « chaque voyageur, animé d'un zèle rare, portait avec lui des talents, le désir le plus sincère de s'instruire, et la volonté d'être utile ». Détail important pour la suite de l'expédition, qui vit la mort de nombreux hommes, il estime que « la jeunesse et la santé de la plupart leur permettaient l'espoir de supporter toutes sortes de fatigues ».
Les savants, naturalistes, dessinateurs, etc. sont au départ douze à bord du Géographe et dix à bord du Naturaliste. La moitié d'entre eux (onze personnes) quitte l'expédition à l'île de France. Lesueur, engagé comme artilleur, rejoint le groupe des savants en tant que dessinateur après la mort de Maugé et se fait assister de Petit.

### Marins

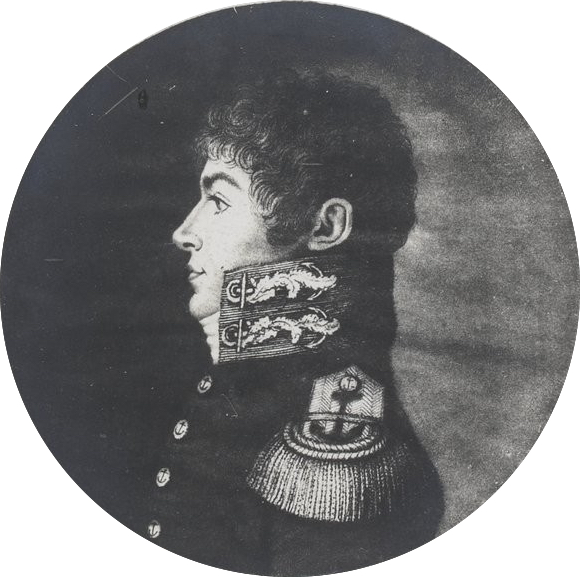
Louis de Freycinet

Aux dires de Bory de Saint-Vincent, « les officiers de marine destinés à conduire les naturalistes étaient d'un choix excellent, et, ce qu'on ne trouve pas chez toutes les personnes de leur état, d'une amabilité et d'une urbanité parfaites ».
En fait, l'atmosphère n'est pas bonne entre officiers, la raison est due à l'inexpérience et à la jalousie de certains jeunes officiers. Des coteries se forment rapidement, la principale étant celle du capitaine Le Bas de Sainte-Croix, d'un orgueil tout aristocratique.
L'état-major de la corvette Le Géographe est constitué de huit officiers (plus sept aspirants) dont Baudin, le commandant de l'expédition, assisté du capitaine de frégate Le Bas de Sainte-Croix avec qui il ne s'entend pas et qu'il débarque à Timor. De plus, l'équipage est constitué de dix officiers mariniers ; quatre officiers mariniers de canonnage; huit officiers mariniers de timonerie; trois officiers mariniers de charpentage; deux officiers mariniers de calfatage ; deux officiers mariniers de voilerie; onze matelots de première classe; huit matelots de deuxième classe; sept matelots de troisième classe; huit matelots de quatrième classe; neuf mousses de 1re et de 2e classe, huit artilleurs ; un officier de santé de 2e classe et six commis de cuisine, plus le maître d'hôtel du commandant assisté de deux cuisiniers; le secrétaire du commandant. Quatre matelots et un charpentier sont trouvés en plus à bord et un passager, Antoine Guth, débarqué à l'île de France.
L'équipage de la corvette Le Naturaliste est constitué de huit officiers d'état-major dont le capitaine de frégate Hamelin qui le commande ; neuf aspirants ; huit officiers de manœuvre; un officier marinier de canonnage; trois officiers mariniers de timonerie et neuf aides-timoniers; deux officiers mariniers de charpentage; deux officiers mariniers de calfatage; quatre officiers mariniers de voilerie ; douze matelots de première classe ; cinq matelots de deuxième classe ; huit matelots de troisième classe ; dix-neuf matelots de quatrième classe ; dix-sept mousses ; six matelots au munitionnaire et deux garçons de confiance ; huit canonniers et aide-canonniers et un passager chinois du nom d'A-Sam, débarqué à l'île de France.
- Nicolas Baudin, ancien officier de la marine marchande, est le capitaine du Géographe et le commandant de l'expédition[7].
- Capitaine de frégate, Alexandre Le Bas de Sainte-Croix est le second à bord du Géographe[7].
- Pierre Guillaume Gicquel des Touches est lieutenant de vaisseau à bord du Géographe. Il a déjà suivi d'Entrecasteaux dans les mers du Sud lors de son voyage à la recherche de La Pérouse, dont l'expédition n'était pas revenue[7].
- Charles Baudin est un autre lieutenant de vaisseau embarqué à bord du Géographe et qui n'était pas parent du commandant. Jean-Baptiste Bory de Saint-Vincent l'estime « très instruit et excellent officier »[7].
- Henri de Freycinet est enseigne à bord du Géographe[7]. Il est promu lieutenant de vaisseau en octobre 1801 et devient de facto lieutenant de pied de Baudin avec Ronsard à bord du Géographe
- Jean-Antoine Capmartin a les mêmes fonctions sur le même navire[7]. Il est laissé malade à l'île de France en avril 1801.
- Ingénieur constructeur, François-Michel Ronsard est également enseigne à bord du Géographe[7]. Il est promu enseigne de vaisseau en octobre 1801 et devient de facto lieutenant de pied de Baudin avec Henri de Freycinet à bord du Géographe.

- Emmanuel Hamelin, capitaine de frégate, est le commandant du Naturaliste et le second officier de l'expédition[7].
- Bertrand Bonié, second du capitaine Hamelin à bord du Naturaliste. Selon Bory de Saint-Vincent, M. Bonié est un lieutenant de vaisseau et marin consommé[7]. Mais il abandonne l'expédition en avril 1801 à l'île de France. Il est remplacé par le lieutenant de vaisseau Milius.
- François-André Baudin est un lieutenant de vaisseau débarqué à l'île de France en avril 1801.
- Pierre Bernard Milius est un autre lieutenant de vaisseau sur le Naturaliste[7]. Il devient second du capitaine Hamelin, après le départ de Bonié. Il remplace le commandant Baudin après sa mort en décembre 1803 et ramène le Géographe en France à Lorient en mars 1804.
- Furcy Picquet est enseigne sur le Naturaliste, puis à partir d'avril 1801 à bord du Géographe. Il est débarqué à Timor le 26 août 1801[7].
- Louis de Freycinet est enseigne sur le Naturaliste. Il est le petit frère d'Henri de Freycinet[7].
- François Heirisson est enseigne sur le Naturaliste[7].
- Jacques de Saint-Cricq est enseigne sur le Naturaliste[7].
- Hyacinthe de Bougainville, fils du navigateur Louis-Antoine de Bougainville, est un des aspirants de marine participant à l'expédition[7].
- Jean-Marie Maurouard est également aspirant de marine[7].
- Charles Moreau est également aspirant de marine[7].
- Étienne Giraud, aspirant sur le Naturaliste.
- Armand de Gouhier, embarqué novice de 2e classe à 15 ans sur le Naturaliste fait aspirant de 2e classe à Timor en octobre 1801 ; mort en mer le 26 mai 1803
- Thomas Vasse, seconde classe sur le Naturaliste.
- Un petit mousse relevant du plus jeune des deux Freycinet, appelé Cadet[7].

### Géographes, cartographes, dessinateurs et artistes
- Charles-Pierre Boullanger, géographe à bord du Géographe[7].
- Pierre Faure est géographe à bord du Naturaliste[7]. Il quitte l'expédition à son retour à l'île de France en décembre 1803.
- Charles Alexandre Lesueur, artiste.
- Nicolas-Martin Petit, artiste assistant Lesueur.
- Jacques-Gérard Milbert est le dessinateur en chef. Il est embarqué à bord du Géographe, mais quitte l'expédition à l'île de France en mars 1801[7].
- Louis Lebrun est un dessinateur adjoint embarqué à bord du Géographe[7].
- Michel Garnier est peintre à bord du Naturaliste, mais quitte l'expédition à l'île de France en mars 1801[7].

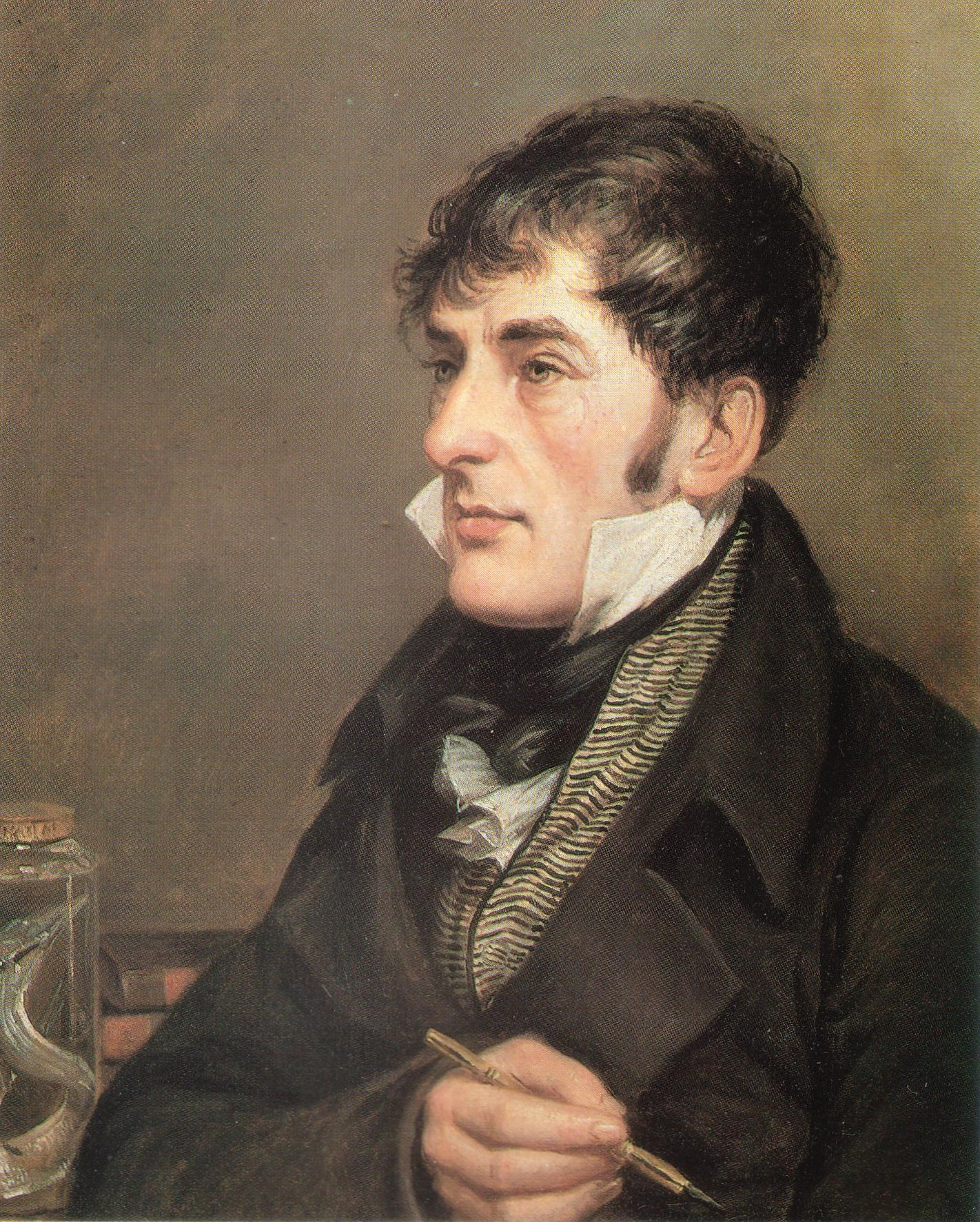
Charles Alexandre Lesueur.
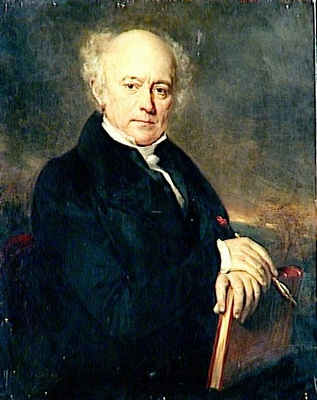
Jacques-Gérard Milbert.

### Naturalistes, médecins et jardiniers
- Jean-Baptiste Bory de Saint-Vincent, officier d'état-major, zoologiste en chef[7]. Il quitte l'expédition à l'île de France en mars 1801.
- François-Étienne L'Haridon de Créménec est un autre médecin à bord du Géographe[7].
- Hubert Jules Taillefer, également médecin sur le Géographe.
- Jérôme Bellefin est chirurgien parti sur le Naturaliste[7].
- François Collas est pharmacien, embarqué à bord du Naturaliste avec le grade d'aspirant.
- Jean-Baptiste Leschenault de La Tour, naturaliste, est botaniste en chef et embarqué à bord du Géographe[7]. Il est débarqué malade à Timor en avril 1803.
- René Maugé de Cely est un naturaliste faisant office de zoologiste à bord du Géographe[7]. Il meurt de dysenterie au large de la Tasmanie, le 21 février 1802.
- Stanislas Levillain est un zoologiste embarqué à bord du Géographe[7]. Il meurt de dysenterie au large de Timor, le 23 décembre 1801.
- François Péron est un zoologiste embarqué à bord du Géographe. Il est chargé de l'étude des Hommes « sous la dénomination d'anthropologue »[7].
- Désiré Dumont est zoologiste adjoint à bord du Naturaliste[7]. Il quitte l'expédition en mars 1801 à l'île de France.
- André Michaux, naturaliste célèbre, botaniste en chef sur le Naturaliste. Il quitte la France avec pour but d'en rester absent pendant dix ans et ne se considère donc que comme un passager[7]. Il quitte l'expédition à l'île de France en mars 1801.
- Jacques Delisse, originaire de Dax, est botaniste adjoint à bord du Naturaliste[7]. Il quitte l'expédition à l'île de France en mars 1801.
- Anselme Riedlé, premier garçon au Jardin des Plantes, est un jardinier embarqué à bord du Géographe[7]. Il meurt de dysenterie dans la baie de Coupang, en octobre 1801.
- Antoine Sautier, jardinier chargé d'assister Riedlé. Il meurt en mer le 15 novembre 1801.
- Antoine Guichenot, autre jardinier.
- Jean-François Cagnet, garçon jardinier. Attaché au service de Michaux, il quitte avec lui l'expédition en mars 1801 à l'île de France.
- Merlot, aide jardinier, au service personnel de Michaux, qui a assuré sa formation. C'est un ancien esclave noir aux États-Unis, âgé d'environ 18 ans en 1801.

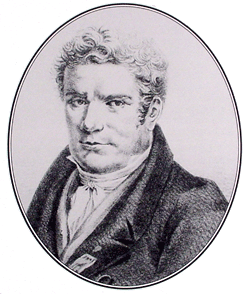
Jean-Baptiste Leschenault de La Tour.
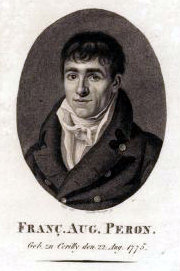
François Péron.

### Autres

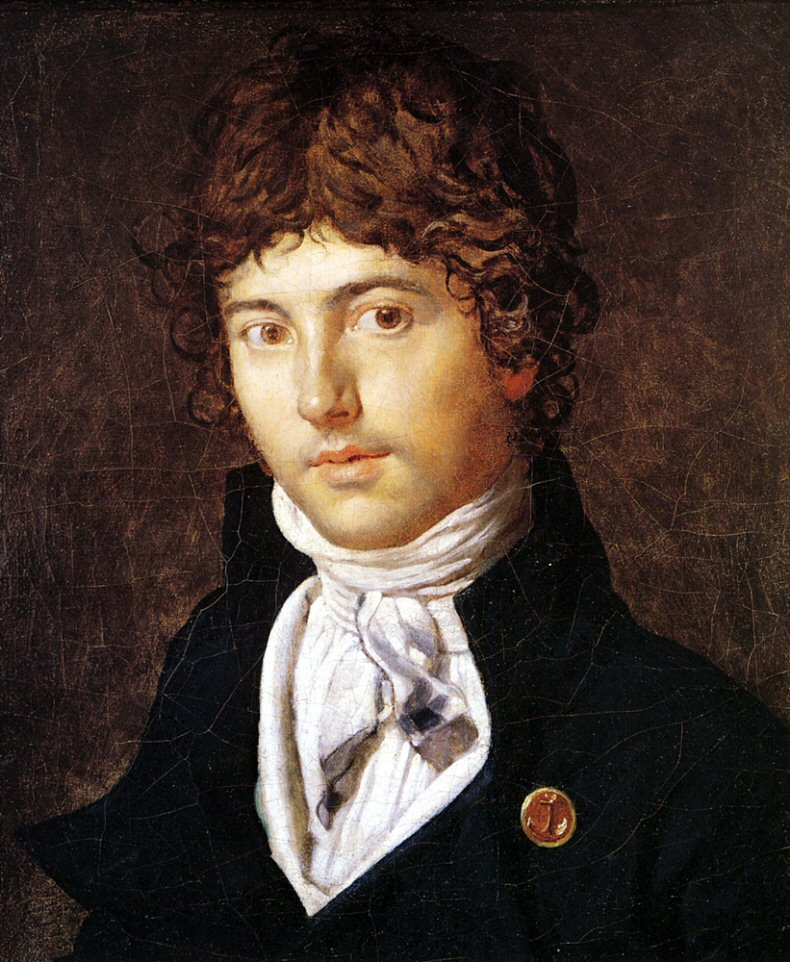
Pierre-François Bernier.

- Originaire de Montauban, ancien élève de Joseph Jérôme Lefrançois de Lalande, Pierre-François Bernier est astronome à bord du Naturaliste[7]. Il meurt de dysenterie au large de Timor en juin 1803.
- Frédéric de Bissy est lieutenant-colonel d'infanterie, mais il fait office d'astronome en chef à bord du Géographe[7]. Il quitte l'expédition à l'île de France en mars 1801.
- Louis Depuch, de l'école des Mines, est minéralogiste en chef et embarqué à bord du Géographe[7]. Il est débarqué à l'île de France le 3 février 1803, où il meurt peu après.
- Charles Bailly est minéralogiste adjoint à bord du Naturaliste[7].
- Louis Petitain, un particulier censé faire office de secrétaire pour le commandant mais qui n'aurait pas écrit un mot pour lui avant de descendre à l'île de France. Auparavant, il occupait la chambre normalement dévolue à Louis Depuch[7].

## Chronologie

### Traversée du Havre aux îles Canaries: séjour à Téneriffe

#### Le départ du Havre
Parti de Paris le 30 septembre 1800, Jean-Baptiste Bory de Saint-Vincent arrive au Havre le 2 octobre à six heures du matin. Nicolas Baudin est en cette ville depuis plusieurs jours. Les participants de l'expédition y font connaissance pendant quelques jours le temps que les circonstances leur permettent de prendre la mer.
Le 18 octobre, craignant de ne pouvoir profiter de l'eau qui lui avait manqué lors de la marée du 7 octobre, le commandant Baudin tente de faire sortir Le Naturaliste du port bien que le vent soit contraire. Cette tentative échoue et le navire doit rentrer au vieux bassin vers dix heures du matin sous les yeux des très nombreux spectateurs couvrant la jetée s'avançant en mer. Ce n'est que le lendemain 19 octobre autour de huit heures que le Naturaliste réussit à quitter le port sans aucun obstacle suivi du Géographe et d'une corvette américaine ramenant des ambassadeurs des États-Unis dans leur pays.
Vers trois heures, les navires se trouvent à portée d'une frégate britannique bloquant le port du Havre. Son capitaine menace le commandant Baudin puis le laisse passer après avoir contrôlé les passeports de la cour de Londres dont l'expédition disposait. Dans la soirée, on trouva à bord du Naturaliste plusieurs passagers clandestins et on remarqua l'absence de deux matelots et d'un commissaire aux vivres. Sur le Géographe, on trouva par ailleurs un passager appelé Antoine Guth qui espérait retourner à l'île de France, d'où il avait été exilé.
La deuxième nuit à bord est agitée et le mal de mer frappa Bernier et Dumont. Ce dernier reste alité pendant deux jours. Cependant, d'après Bory de Saint-Vincent, il règne bientôt entre tous les participants à l'expédition une union que le temps ne fait que renforcer au point que le naturaliste écrivit, quelques années plus tard, tenir le voyage pour l'une des époques les plus heureuses de sa vie, celle où il forma « tant de liaisons précieuses ». À titre personnel, ses principaux amis sont Pierre Bernard Milius, Pierre-François Bernier et François Péron.

#### L'escale aux Canaries
Ralentie par Le Naturaliste, qui connait une voie d'eau le 25 octobre, l'expédition n'atteint les environs de Madère qu'à la fin du mois d'octobre 1800. Le 31 octobre, elle subit un coup de canon de la part d'un cutter espagnol qu'elle pense d'abord britannique et qui la suit pendant la nuit et la matinée suivantes avant de disparaître. Peu après, vers deux heures et demie, la Grande Canarie apparaît à l'horizon.
Le 2 novembre au matin, l'expédition touche terre à Tenerife, sur une pointe de la côte nord de l'île. Bory, Bernier et Péron en profitent pour se livrer aussitôt à des observations botaniques qui leur permettent de tomber sur un sucre de Tenerife (Saccharum foliis). Ils se rendent ensuite dans une auberge tenue par un Milanais et appelée l'Aigle de l'Empire, où ils font un assez mauvais repas. Or, durant la traversée jusque-là, l'équipage n'a pu observer aucun poisson et il s'est donc nourri du pain pris au Havre ainsi que du lait réchauffé tous les matins emporté par Nicolas Baudin, lequel ne se gâte que le jour même de l'arrivée dans l'archipel.
Les membres de l'expédition rencontrent peu après Pierre Marie Auguste Broussonet, qui est alors établi sur place en tant que responsable du commerce avec la France. Il est l'hôte d'André Michaux dans la nuit du 2 au 3 novembre et donne par ailleurs une momie guanche entière à Bory de Saint-Vincent. En outre, il informe l'expédition qu'un bateau rempli de prisonniers britanniques appareille pour Gibraltar, ce qui permet à quelques novices déjà fatigués du voyage de reprendre la mer en direction de l'Europe. Malheureusement pour eux, une mutinerie éclate à bord au profit d'une voie d'eau, ce qui oblige l'état-major à rentrer à Grande Canarie en chaloupe en laissant le vaisseau en des mains inexpérimentées.
À Tenerife, les scientifiques membres de l'expédition restés sur l'île se livrent quant à eux à un travail de collecte considérable : alors que les naturalistes parcourent les vallons aux alentours de Sainte-Croix ou de La Laguna, les minéralogistes y prélèvent de très nombreuses pierres au point de crouler sous leur poids en fin de journée. Belfin intervient quant à lui sur un malade qui l'a appelé à L'Orotave. In fine, l'escale dure onze jours, mais les derniers sont perdus car les expéditions lointaines sont rendues impossibles par un départ annoncé comme imminent mais qui est sans cesse repoussé. Ces circonstances empêchent l'ascension du pic de Tenerife.

### Traversée des Canaries à l'Île-de-France
L'expédition quitte Tenerife le 13 novembre 1800 ravitaillée en fruits et en animaux vivants par un convoi de mules missionné par un marquis local et arrivé le matin-même aux navires. Bory de Saint-Vincent croque avec attention la rade de Sainte-Croix et la ville derrière elle pendant l'appareillage du Naturaliste, qui rejoint bientôt l'autre navire. Hamelin en profite pour annoncer à son supérieur par-dessus bord que quinze hommes ont débarqué et cinq étrangers embarqué lors de l'escale, et c'est à ce moment que les deux vergues manquent de se télescoper. L'incident cause du souci au commandant Baudin et incite les marins à naviguer à distance pendant les jours suivants.
De fait, le Naturaliste progresse à un rythme lent et ne progresse que d'un degré d'un arc de méridien en huit jours durant la deuxième moitié de novembre après avoir franchi le tropique du Cancer par 21° environ à l'ouest du méridien de Paris le 14 novembre. Accompagnés par des poissons volants à compter du jour suivant, ils ne sont toujours qu'au sud de la Sierra Leone le 29 novembre. Les jours suivants sont toutefois marqués par la capture de deux dauphins femelles par le maître d'équipage du Naturaliste : les matelots les pendent par la queue et finissent par en boire le sang par verres entiers. Trois jours plus tard, tout le navire commence à consommer la chair, qu'il préfère désormais au lard salé et aux abodages servis jusqu'alors. Ce sont les dorades qui les remplaceront par la suite.
Sur le Naturaliste, le passage de l'équateur au terme des premiers jours de décembre n'est célébré qu'avec quelques bouteilles de vin de Bordeaux et de la liqueur Marie Brizard. Hormis le lancement d'un fusée par le Naturaliste le 17 décembre, les jours suivants passent sans encombre et les navires passent au large de l'île de la Trinité sans l'apercevoir le 26 décembre. De même, ils dépassent l’île Tristan da Cunha au milieu du mois de janvier 1801 sans y faire relâche malgré le fait qu'Hamelin avait évoqué cette éventualité au départ de Tenerife. La première terre n'est aperçue que le 3 février 1801 : il s'agit de la pointe méridionale de l'Afrique.
Le cap de Bonne-Espérance est passé avant le milieu du mois. Peu après, le 16 février, le capitaine du Naturaliste fait fêter le quatrième mois depuis le départ avec du vin des Canaries et du punch. Malheureusement pour lui, sa grand voile est déchirée le 3 mars à 4h30 de l'après-midi, une heure seulement après que le vent a changé de sens. La nuit suivante, d'autres sont également endommagées par une tempête. Le navire est « tour-à-tour précipité dans une vallée ténébreuse, voisine des derniers gouffres de l'Océan, ou subitement surélevé sur une montagne mugissante qui s'écroule bientôt en écume ». Les deux fusées qu'il lance restent sans réponse du Géographe.

#### Séjour à l'Île-de-France

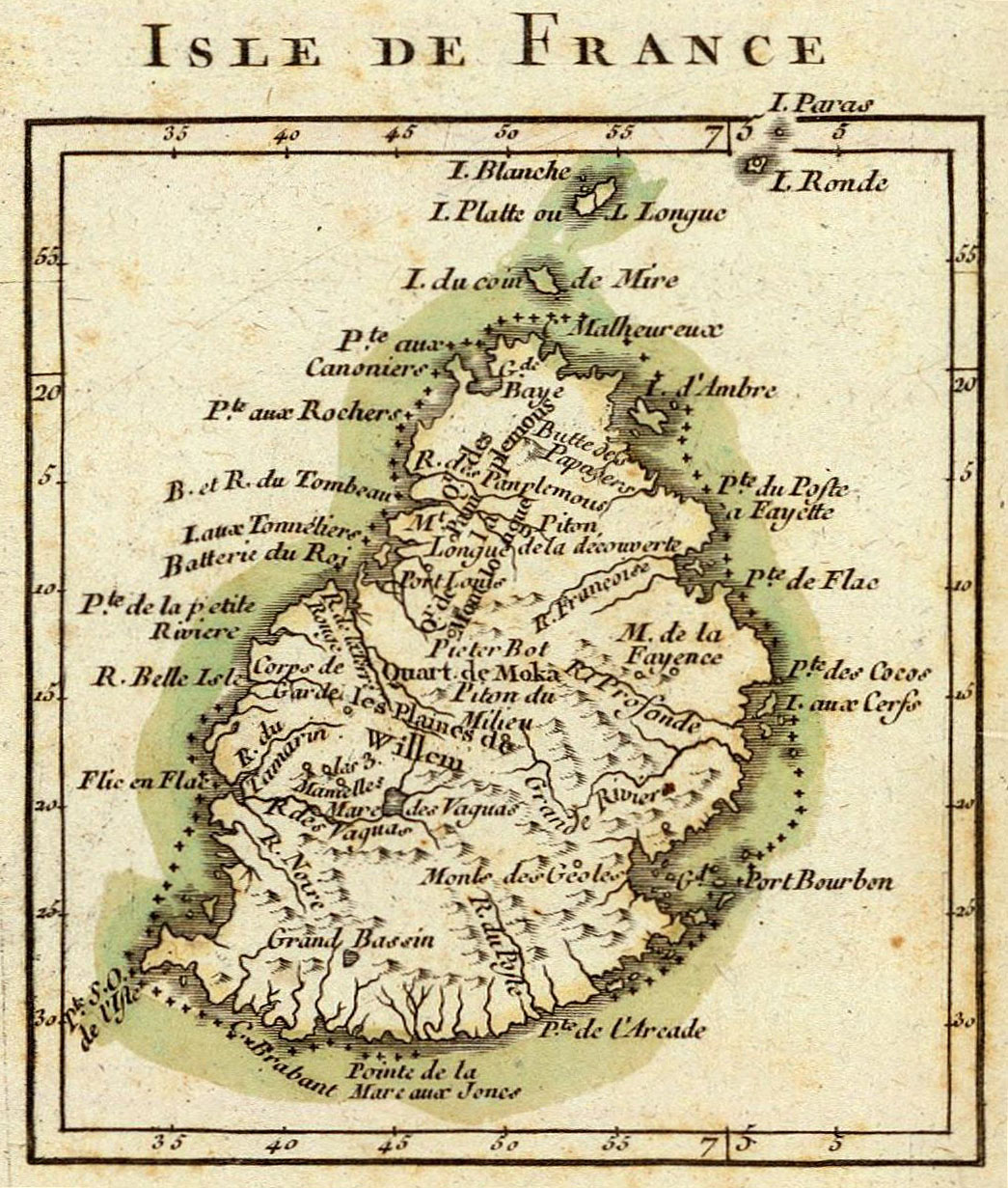
Carte de l'île de France

Les navires s'étant retrouvés l'un l'autre le 5 mars 1801, ils continuent leur route sur une mer apaisée mais avec un équipage faisant état de ce que Bory décrit, en s'observant lui-même, comme « une maigreur vraiment extraordinaire ». Par bonheur pour les hommes, l'île de France (aujourd'hui île Maurice) et les quelques îlots situés au large de sa côte nord apparaissent enfin le 14 mars à cinq heures de l'après-midi. Une heure plus tard, on relève le milieu de l'île Ronde, au nord-nord-ouest. L'ancre est jetée le lendemain soir après que l'expédition a tiré des coups de canon restés sans réponse. Cependant, elle est visitée le 16 par une commission de médecins et chirurgiens chargés d'inspecter les visiteurs avant qu'ils ne débarquent pour éviter une nouvelle épidémie de petite vérole. Tout le monde se porte à merveille à bord, à part Charles Baudin, Bissy et Milbert, dont la santé est délabrée.
La relâche à l'île de France dure trente-six jours. Elle ne se passe pas bien, car le commandant Baudin ne peut obtenir les vivres et les fournitures dont il a besoin, à cause de la mauvaise volonté des administrateurs de la colonie qui ne veulent s'en dessaisir craignant une attaque des Anglais. Il est obligé de faire un prêt par lettres de change auprès du consul danois, le chevalier de Pelgrom. De plus onze savants et jardiniers décident de quitter l'expédition. Le seul que Baudin regrette est Michaux. Quelques-uns des savants se sont occupés de la connaissance du pays, « mais les citoyens Garnier, Bissy et Bory de Saint-Vincent, sous prétexte de maladie, sont constamment restés dans le port occupés de leurs plaisirs (…) Indépendamment des amusements frivoles auxquels ils se sont livrés, la suite de la campagne leur a paru ne pas offrir des amusements aussi agréables que ceux dont ils ont joui dans cette colonie. » Le commandant Baudin estime par ailleurs que ces personnes n'ont rien fait jusqu'alors pour les sciences et en doute (à tort) pour l'avenir. Enfin un groupe de trente-trois matelots déserte, attirés par d'autres offres de corsaires. Un petit groupe est retrouvé. Ils sont remplacés par des Noirs et des Malais pendant la durée des travaux des bateaux. Le commandant Baudin vit « avec peine que plusieurs officiers des états-majors des deux bâtiments prenaient des chambres à terre (…) se contentant de ne paraître à bord qu'une ou deux fois par décade pour y faire ce qu'ils appellent leur service de garde. » Le lieutenant de vaisseau François-André Baudin, peu estimé du commandant, quitte l'expédition sous prétexte de maladie.

### Traversée de l'Île-de-France à la Nouvelle-Hollande: Terre de Leuwin

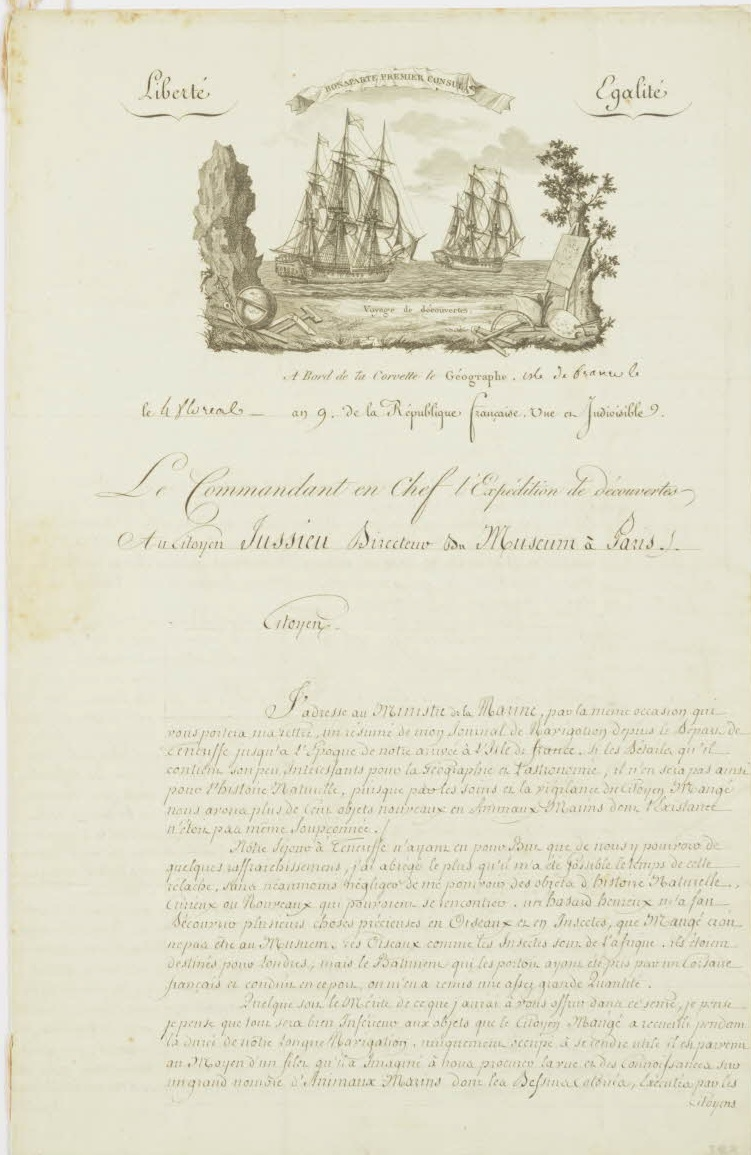
Lettre de Nicolas Baudin à Antoine-Laurent de Jussieu, 4 floréal an IX [24 avril 1801]. Archives nationales (France).

L'expédition quitte l'île de France le 5 floréal an IX (25 avril 1801). Nicolas Baudin note que « les désagréments sans nombre que j'avais éprouvés pendant ma relâche dans cette colonie, ne me laissant que le désir d'en voir arriver la fin, j'était bien éloigné d'en vouloir différer mon départ, qu'il n'a pas dépendu de moi d'effectuer avant cette époque. ». L'enseigne de vaisseau Picquet passe à bord du Géographe, à cause de désaccords avec le capitaine Hamelin; le citoyen Bernier, « beaucoup plus modeste et plus instruit » que l'astronome Bissy, à bord du Naturaliste. On découvre un petit Malais clandestin presque mort épuisé dans la cale, le 29 avril. La traversée se fait par vents favorables et beau temps, à part deux jours de bourrasque. Des oiseaux rencontrés seuls deux paraissent nouveaux aux savants. Péron rédige un long rapport sur l'espèce Procellaria capensis (pétrel damier) qu'ils rencontrent en grand nombre. Peu de mollusques sont observés.

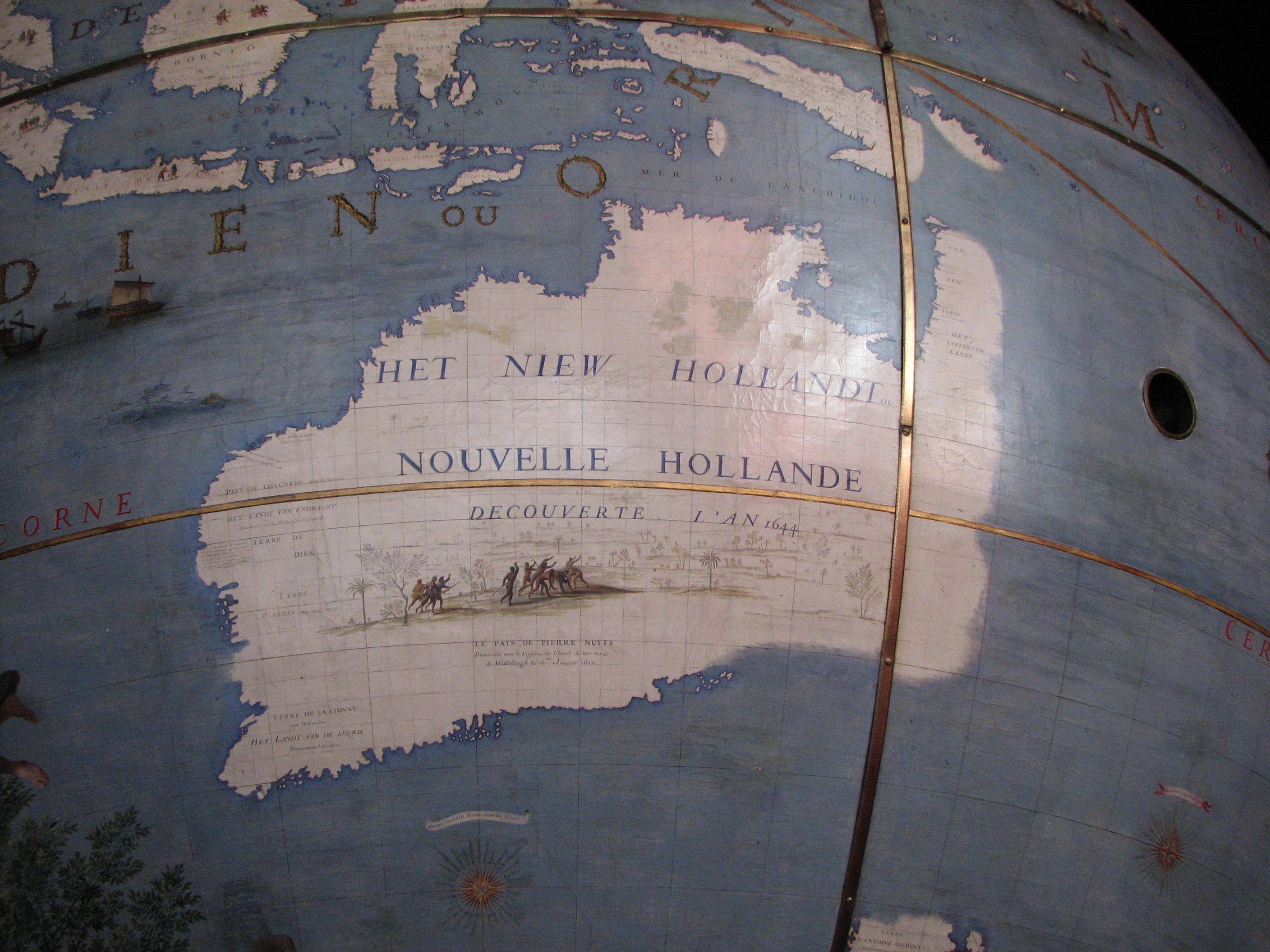
Carte de la Nouvelle Hollande
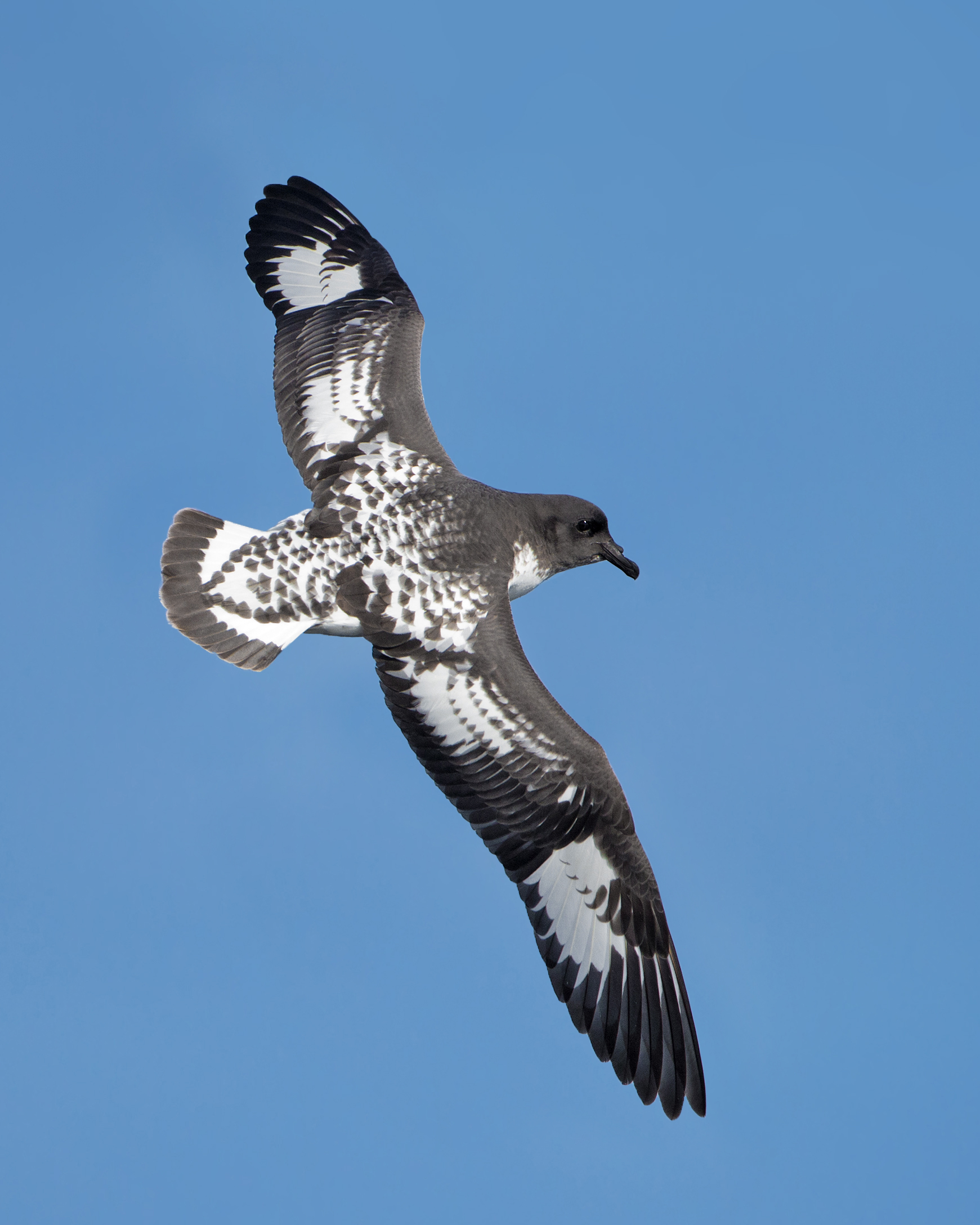
Vue d'un pétrel du Cap

La côte occidentale de la Nouvelle-Hollande (Australie) apparaît le 7 prairial an IX (27 mai 1801) à huit heures du matin, au large de la pointe de Leeuwin.

### En Nouvelle-Hollande
Le 8 avril 1802, Baudin, naviguant vers l'ouest à bord du Géographe, rencontre l'explorateur anglais Matthew Flinders sur l'HMS Investigator (1801) (en).
Les deux hommes avaient été envoyés par leurs gouvernements respectifs de façon indépendante pour faire le relevé des côtes sud de l'Australie, appelée à l'époque Nouvelle-Hollande. Ils échangent les détails de leurs découvertes et font voile ensemble vers Port Jacskon pour se réapprovisionner. Par la suite, Flinders appelle leur lieu de rencontre, près de Kangaroo Island, Encounter Bay.

### Traversée de Timor au cap Sud de la terre de Diémen
À partir du 14 janvier 1802 au matin, Freycinet fait une étude d'un mois sur la faune, la flore et les sauvages sur de la rivière Huon, la rivière Derwent et le port des cygnes, en Terre de Van Diemen (Tasmanie).

## Découvertes

### Géographie

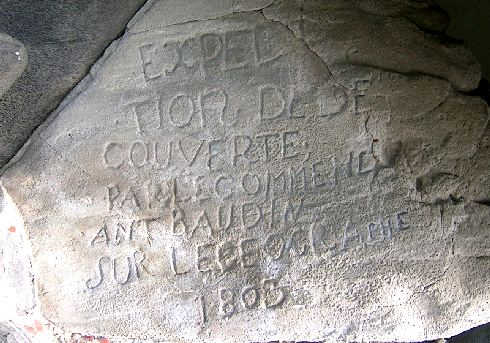
Une inscription laissée par un passager du Géographe à l'île Kangourou en 1803.

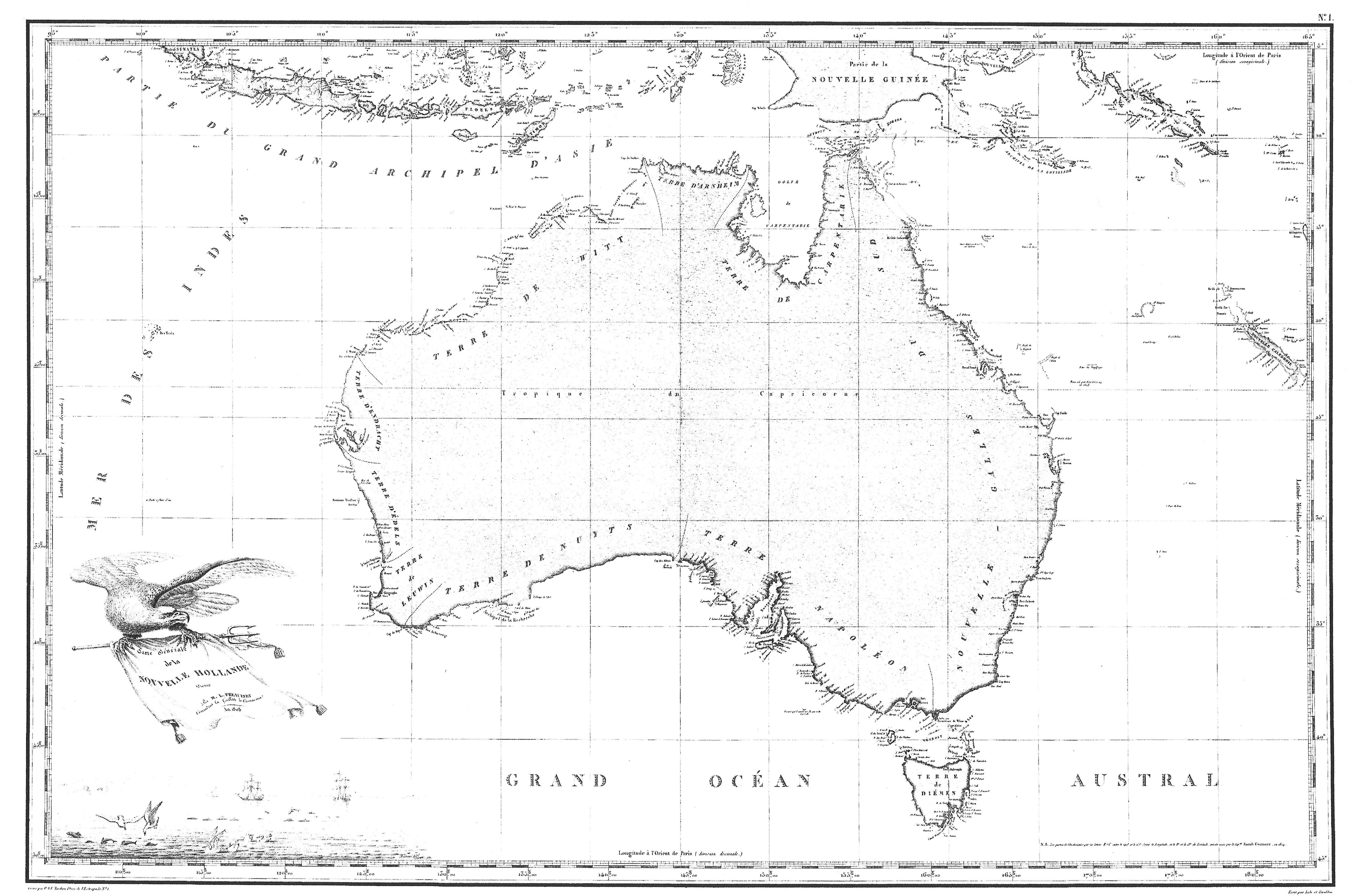
Carte de Freycinet (1811)

L'expédition a découvert et nommé d'importantes parties de la côte australienne, notamment les îles Montalivet et la péninsule Fleurieu. Elle a permis de créer la première carte complète de l'Australie, la Carte de Freycinet (1811).

### Zoologie
L'expédition a récolté les peaux d'un émeu noir adulte ainsi qu'un juvénile, les seules que l'on connaisse de cette espèce. Elle est aujourd'hui conservée au Muséum national d'histoire naturelle de Paris dans la zoothèque,, le squelette est présenté dans la galerie des espèces disparues. L'expédition va rapporter de nombreux marsupiaux, 200 après leur découverte, ils ont permis de savoir que la gale du wombat était autochtone et non introduite par les européens. En effet des études ont été faites et on s'est aperçue que les wombats rapportés par l'expédition étaient tous atteint par la maladie, les côtes australiennes cartographiés par Baudin n'avait jamais été vue par un européen.
Bory de Saint-Vincent a été le premier à décrire l'escolier serpent (Gempylus serpens) sous le nom d'Acinacea notha grâce au spécimen pêché par les timmoniers de l'expédition au large de l'Afrique de l'Ouest le 23 novembre 1800. Il décrit également Monophora noctiluca, pêché le 4 décembre], mais aussi Biphore biparti, récupéré fin janvier 1801, ou encore l'hyale papilionacée, capturée peu après, à savoir le 26 janvier. Il décrit ensuite Carinaria fragilis, attrapé en février au large de l'actuelle Afrique du Sud.

### Botanique
Au cours de l'expédition, Lobelia broussonetia est décrite par Bory de Saint-Vincent à Tenerife.

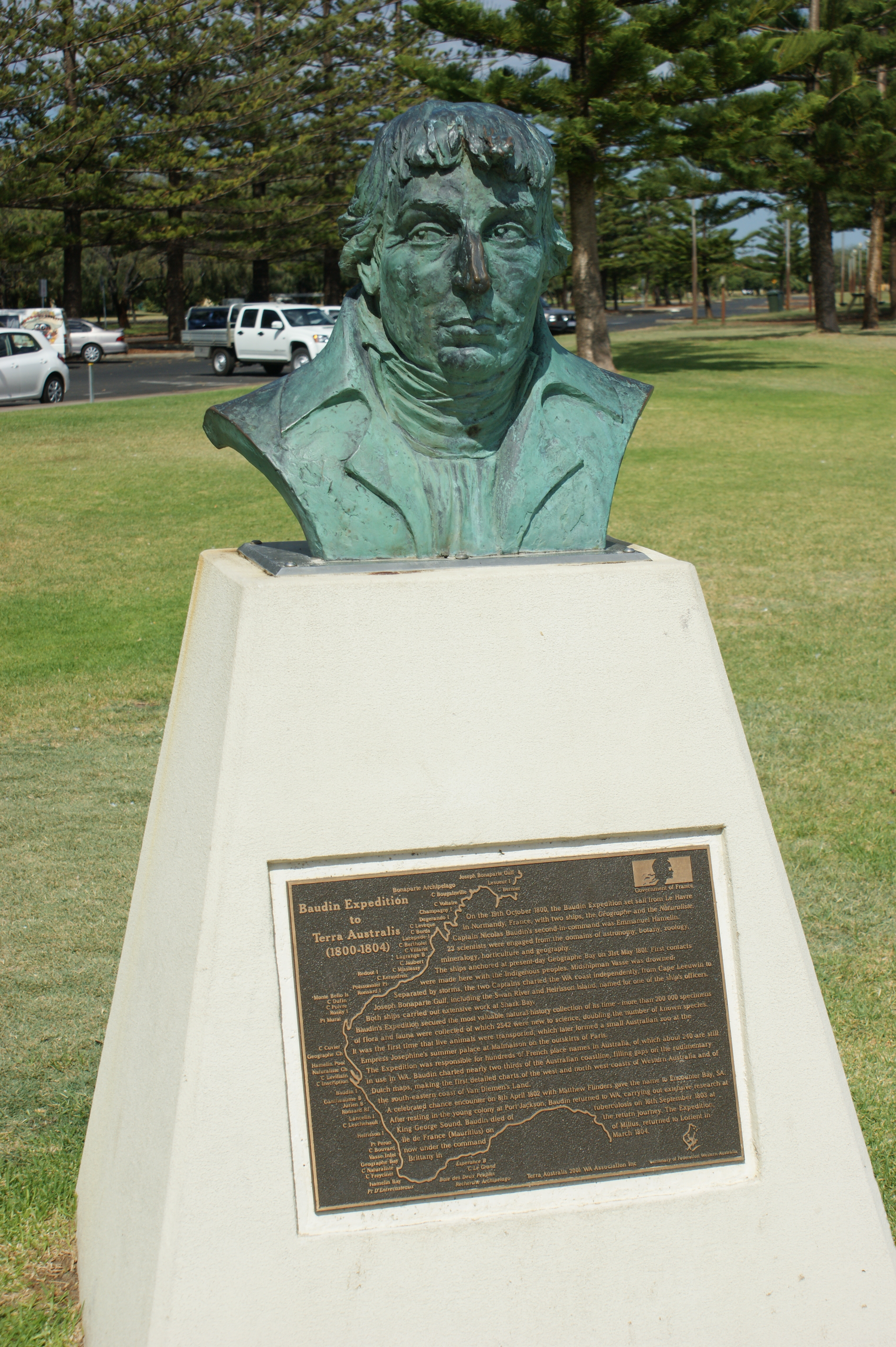
Buste de Baudin à Busselton (Australie)
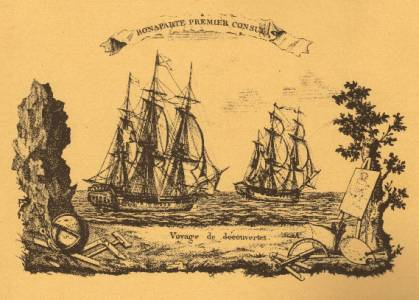
Le Géographe et Le Naturaliste

## Publications importantes
- Nicolas Baudin et Jacqueline Bonnemains (texte corrigé) (préf. Michel Rocard), Mon voyage aux Terres australes, Imprimerie nationale, 2001Journal personnel du commandant Baudin ; réimprimé sous le parrainage de l'Association Terra Australis.
- Jean-Baptiste Bory de Saint-Vincent, Voyage dans les quatre principales îles d'Afrique ;
- François Péron, Voyage de découverte aux terres Australes, [lire en ligne] ;
- Louis Jean Pierre Vieillot, Nouveau dictionnaire d'histoire naturelle, 1816-1819.

### Sources et bibliographie
En français
- Jean-Luc Chappey, La société des observateurs de l'homme, 1799-1804 : des anthropologues au temps de Bonaparte, Paris, Société des études robespierristes, coll. « Bibliothèque d'histoire révolutionnaire » (no 5), 2002, 573 p. (ISBN 978-2-908327-45-8, OCLC 401555826)
- Jacqueline Goy, Les méduses de François Péron et Charles Lesueur : Un nouveau regard sur l'expédition Baudin, CTHS - Comité des Travaux, 1995 (ISBN 978-2-7355-0302-5)
- Muriel Proust de la Gironière, Nicolas Baudin, marin et explorateur ou le mirage de l'Australie, Éditions du Gerfaut, 2003, 256 p. (ISBN 978-2-914622-13-4, lire en ligne)
- Frank Horner (trad. de l'anglais), La reconnaissance française : l'expédition Baudin en Australie (1801-1803), Paris/Budapest/Kinshasa etc., Éditions L'Harmattan, 2006, 491 p. (ISBN 978-2-296-01307-0)
- Kumari-R Issur et Serge M. Rivière, Baudin-Flinders dans l'Océan Indien : Voyages, découvertes, rencontre, Paris, Éditions L'Harmattan, 2007, 288 p. (ISBN 978-2-296-02280-5, lire en ligne)
- Michèle Rivas, « Un navigateur-naturaliste d'origine poitevine célèbre en Australie, méconnu dans sa patrie: Nicolas Baudin (1754-1803)», Revue Historique du Centre-Ouest (Poitiers), tome V, 1er semestre 2006 pp. 73-112.
- Michel Jangoux, Le voyage aux Terres australes du commandant Nicolas Baudin : genèse et préambule (1798-1800, Paris, PUPS, coll. « Histoire maritime », 2013, 465 p. (ISBN 978-2-84050-889-2, OCLC 858188303).
- Christine Judith Nicchols & Dany Breelle, L’art au service de la science : retour sur l’incroyable expédition Baudin (1800-1804), The Conversation, 28/07/2016.
- Tugdual de Langlais, Marie-Étienne Peltier, Capitaine corsaire de la République, Éd. Coiffard, 2017, 240 p.  (ISBN 9782919339471).

Bulletin de l'Association François Péron (semestriel). No 1 (1999) --- 35 n°s parus en 2016 -  (20, rue Jean Bourdin, 03350 Cérilly).-  A la BnF, cote : 2015-67717.
En anglais
- (en) N. J. B. Plomley, Baudin Expedition and the Tasmanian Aborigines, 1802, Blubber Head Press, 1983 (ISBN 978-0-908528-10-3)
- (en) Jacqueline Bonnemains, Elliott Forsyth et Bernard Smith (dir.), Baudin in Australian Waters : The Art Work of the French Voyage of Discovering to the Southern Lands, 1800-1804, Oxford University Press, 1988 (ISBN 978-0-19-554787-0)
- (en) Anthony J. Brown, Ill-Starred Captains : Flinders and Baudin, Stackpole Books, 2001, 512 p. (ISBN 978-0-8117-0849-4)
- (en) Jean Fornasiero, Peter Monteath et John West-Sooby, Encountering Terra Australis : The Australian Voyages of Nicolas Baudin and Matthew Flinders, Kent Town, Wakefield Press, 2004, 411 p. (ISBN 978-1-86254-625-7, lire en ligne)

Expédition Baudin
- François Péron, Voyage de découvertes aux Terres Australes, exécuté par ordre de sa Majesté, l’Empereur et Roi, sur les corvettes le Géographe, le Naturaliste et la goëlette le Casuarina, pendant les années 1800, 1801, 1802, 1803 et 1804 : Livre I, de France à l'Île-de-France, inclusivement, t. 1er, Paris, Imprimerie impériale, 1807, 1re éd., 496 p. (lire en ligne).

- François Péron et Louis Henri de Saulces de Freycinet, Voyage de découvertes aux Terres Australes, exécuté par ordre de sa Majesté, l’Empereur et Roi, sur les corvettes le Géographe, le Naturaliste et la goëlette le Casuarina, pendant les années 1800, 1801, 1802, 1803 et 1804 : Livre I, de France à l'Île-de-France, inclusivement, t. 1er, Paris, Arthus Bertrand, 1824, 2e éd., 400 p. (lire en ligne).

- François Péron et Louis Henri de Saulces de Freycinet, Voyage de découvertes aux Terres Australes, exécuté par ordre de sa Majesté, l’Empereur et Roi, sur les corvettes le Géographe, le Naturaliste et la goëlette le Casuarina, pendant les années 1800, 1801, 1802, 1803 et 1804 : Livre III, de Timor à Port Jackson inclusivement, t. 2e, Paris, Arthus Bertrand, 1824, 2e éd., 532 p. (lire en ligne).

- François Péron et Louis Henri de Saulces de Freycinet, Voyage de découvertes aux Terres Australes, exécuté par ordre de sa Majesté, l’Empereur et Roi, sur les corvettes le Géographe, le Naturaliste et la goëlette le Casuarina, pendant les années 1800, 1801, 1802, 1803 et 1804 : Livre IV, de Port Jackson à la Terre d'Arnheim, t. 3e, Paris, Arthus Bertrand, 1824, 2e éd., 432 p. (lire en ligne).

- François Péron et Louis Henri de Saulces de Freycinet, Voyage de découvertes aux Terres Australes, exécuté par ordre de sa Majesté, l’Empereur et Roi, sur les corvettes le Géographe, le Naturaliste et la goëlette le Casuarina, pendant les années 1800, 1801, 1802, 1803 et 1804 : Suite du Livre IV, de Port Jackson à la Terre d'Arnheim, inclusivement retour en Europe, t. 4e, Paris, Arthus Bertrand, 1824, 2e éd., 356 p. (lire en ligne).

- Charles Alexandre Lesueur et Nicolas-Martin Petit, Voyage de découvertes aux Terres Australes, exécuté par ordre de sa Majesté, l’Empereur et Roi : Atlas par MM. Lesueur et Petit, Paris, Langlois, 1811, 96 p. (lire en ligne).

- Louis Henri de Saulces de Freycinet, Voyage de découvertes aux Terres Australes, historique : Atlas, deuxième partie, Paris, Langlois, 1811, 42 p. (lire en ligne), p. 32, 34.

- Louis Henri de Saulces de Freycinet, Voyage de découvertes aux Terres Australes, exécuté par ordre de sa Majesté, l’Empereur et Roi, sur les corvettes le Géographe, le Naturaliste et la goëlette le Casuarina, pendant les années 1800, 1801, 1802, 1803 et 1804 : Navigation et géographie, Paris, Imprimerie royale, 1815, 2e éd., 576 p. (lire en ligne).

- Nicolas Baudin (préf. Michel Rocard, texte établi par Jacqueline Bonnemains avec la collaboration de Jean-Marc Argentin et Martine Marin), Mon voyage aux terres australes : journal personnel du commandant Baudin illustré par Lesueur et Petit, Paris, Imprimerie nationale éditions, 2000, 467 p. (ISBN 2-7433-0384-0 et 9782743303846, OCLC 222130780, présentation en ligne, lire en ligne), (dont 95 planches couleurs)

### Filmographie
- Navigators, Klaus Toft, Bfs Entertainment, 2002.
- La course aux terres australes, Olivier Julien, Gédéons, 2002.